# ラ・ロッシュ＝デリアンの戦い
ラ・ロッシュ＝デリアンの戦い（ラ・ロッシュ＝デリアンのたたかい、英語:Battle of La Roche-Derrien)は、 1347年6月20日夜にフランス・ブルターニュのラ・ロッシュ＝デリアンで起きた、イングランド王国軍とフランス王国軍の間の戦いである。ブルターニュ継承戦争の戦いの一つであると共に、英仏両軍が参戦したという意味では百年戦争の一幕でもあった。イングランドが支援するモンフォール家が勝利して、対立するブロワ家（シャティヨン家）のシャルル・ド・ブロワを捕虜とした。

## 背景
子どもがいなかったブルターニュ公ジャン3世が、1341年4月30日に後継ぎを指定しないまま死去したため、異母弟でモンフォール伯を継いだジャン・ド・モンフォールと、同母弟ギーの娘のパンティエーヴル女伯ジャンヌがそれぞれブルターニュ公国の継承権を主張した。ジャンヌの夫シャルル・ド・ブロワは、母がフランス王フィリップ6世の妹であったため、フランスはブロワ家側を支援した。これに対し、百年戦争でフランスと戦っていたイングランド王国のエドワード3世はモンフォール家の支援を決めて軍事介入し、ブルターニュ継承戦争は英仏両国の代理戦争となった。
同年10月にジャン・ド・モンフォールがシャントソーの戦いで敗れて捕虜になったことで早々に決着がついたかに思われたが、女傑と言われたジャン・ド・モンフォールの妻ジャンヌ・ド・フランドルが徹底抗戦を唱えてイングランド軍の援軍到着まで持ちこたえたため、戦争は長引くこととなった。ブロワ派がブルターニュ各地で攻勢をかける一方、モンフォール派はジャン・ド・モンフォールが釈放されたものの1345年に病死し、後を継いだ息子のジャン4世は5歳だった。女傑ジャンヌも精神異常の徴候を示し始めており、モンフォール派を実質的に支えていたのはロンドンからの指令を受けたイングランド軍という状況だった。そのイングランド軍は、ブルターニュ北部の町ラ・ロッシュ＝デリアンを攻略したが、主力部隊は1346年に入ると英仏両軍が激突したクレシーの戦いに参加するためブルターニュを離れていた。

## 戦闘

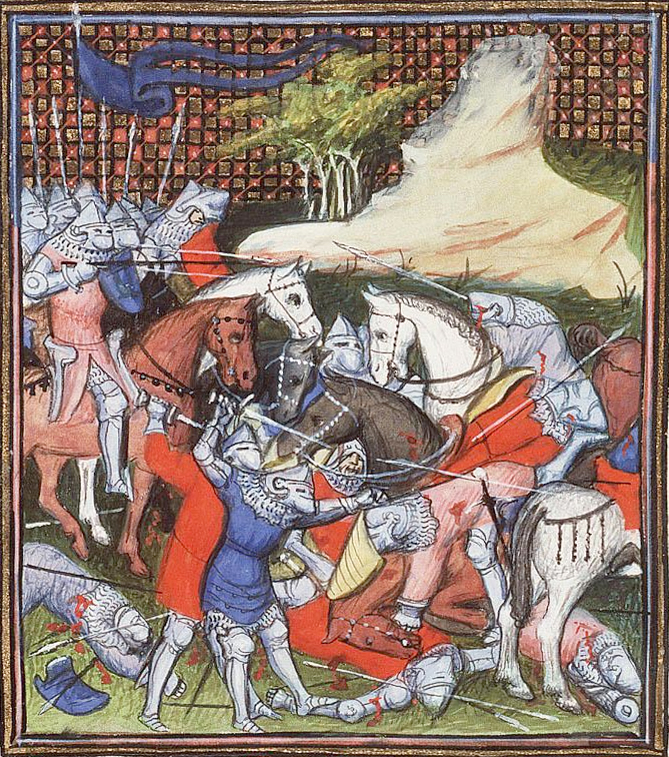
捕虜になるシャルル・ド・ブロワ

1347年6月、シャルル・ド・ブロワはフランス兵、ブルトン兵、ジェノヴァ人傭兵からなる4,000～5,000人の軍を率い、イングランド軍に占領されたラ・ロッシュ＝デリアンの町を包囲した。当時ブルターニュに駐留していた唯一のイングランド軍であったトーマス・ダグワース率いる部隊をおびき出して会戦に持ち込むのが狙いだった。シャルル・ド・ブロワは、クレシーの戦いでフランス軍を粉砕したイングランド軍の長弓による損害を避けるため、防御陣地を構築した。町の四方にある門を塞ぐように陣地を四つ築き、各陣地には矢来を巡らして守りを強化。駐屯する部隊には、長弓兵の餌食にならないように陣地から迂闊に出ることを禁じた。
6月20日夜、救援部隊を率いてラ・ロッシュ＝デリアンに到着したダグワースは、兵力がフランス軍の四分の一にも満たなかったこともあり夜襲を計画。シャルル・ド・ブロワの主力部隊がいる東の陣地に襲いかかったが、待ち構えていたフランス軍に迎え撃たれて大きな被害を出し、ダグワース自身も投降を余儀なくされた。ところが、勝利を確信したフランス軍の陣地の守りが緩んだ一瞬の隙をついて、斧や農具で武装した住民が城内から打って出た。ダグワース配下で生き残っていた弓兵や装甲兵士も、籠城部隊の反撃に呼応してフランス軍を分断した。町を包囲していたフランス軍は命令を守って陣地から出なかったため、今度は孤立無援のシャルル・ド・ブロワがイングランド軍に降伏する羽目になった。

## 戦後
シャルル・ド・ブロワが捕虜となったことで、モンフォール派、ブロワ派ともに当主がいなくなったが、モンフォール派はモンフォール伯妃ジャンヌ、ブロワ派はパンティエーヴル女伯ジャンヌの下で抗争を続けた。このため、「2人のジャンヌの戦い」と呼ばれることもある。1350年代には両派の争いは膠着状態に陥り、「30人の戦い」のようなエピソードも生まれた。1364年、ついに英仏両軍とモンフォール・ブロワ両家がオーレの戦いで激突し、モンフォール軍が勝利してシャルル・ド・ブロワは戦死した。パンティエーヴル女伯ジャンヌも相続権の放棄を了承してジャン4世が唯一のブルターニュ公となり、ブルターニュ継承戦争は終結した。